# Équipe de Chine de beach soccer
 (août 2024).
Si vous disposez d'ouvrages ou d'articles de référence ou si vous connaissez des sites web de qualité traitant du thème abordé ici, merci de compléter l'article en donnant les références utiles à sa vérifiabilité et en les liant à la section « Notes et références ».
L'équipe de Chine de beach soccer est une sélection qui réunit les meilleurs joueurs chinois dans cette discipline.
L'actuel sélectionneur (2024) est le Brésilien Marcelo Silveira Mendès.

## Palmarès
- BSWW Mundialito
  - 4e en 2012 et 2016

- Championnat d'Asie
  - 4e en 2006 et 2008